# Kateryna Juszczenko (naukowczyni)
Kateryna Łohwyniwna Juszczenko (ukr. Катерина Логвинівна Ющенко, ros. Екатерина Логвиновна Ющенко, wcz. Rwaczowa, ur. 8 grudnia 1919 w Czehryniu, zm. 15 sierpnia 2001) – ukraińska informatyczka. Członkini korespondentka Akademii Nauk ZSRR od 1976 roku. W 1955 roku stworzyła jeden z wczesnych wysokopoziomowych języków programowania (pl. Adresowy Język Programowania, ang. Address Programming Language) stosujący wskaźniki. W trakcie pracy naukowej Juszczenko była promotorką 56 prac doktorskich. Za osiągnięcia zawodowe Juszczenko otrzymała dwie nagrody państwowe ZSRR i Order Księżnej Olgi. Juszczenko była pierwszą kobietą w Związku Radzieckim, która została doktorem Nauk Matematycznych i Fizycznych w programowaniu.

## Życiorys
Juszczenko urodziła się w 1919 roku w Czehryniu w środkowej Ukrainie. W 1937 roku, mając 17 lat, rozpoczęła studia na Uniwersytecie Kijowskim, lecz będąc jeszcze na pierwszym roku studiów została wyrzucona, gdyż jej ojciec został oskarżony o bycie wrogiem narodu. Oboje rodziców zostało uwięzionych na 17 lat. W 1938 roku zaczęła studia na uzbeckim Uniwersytecie Stanowym w Samarkandzie. Podczas drugiej wojny światowej uczęszczała na Środkowoazjatycki Uniwersytet Państwowy, który ukończyła w 1942 roku. W międzyczasie pracowała w wojskowym zakładzie produkującym celowniki do dział czołgowych. Po wojnie powróciła do Ukrainy i w 1950 roku pod kierownictwem Borysa Gnedenki uzyskała tytuł doktora w Instytucie Matematyki Narodowej Akademii Nauk Ukrainy. Następnie przez siedem lat pracowała tam jako starsza badaczka. Przy użyciu MESM, wczesnego komputera pierwszej generacji w kontynentalnej Europie, rozwiązała ważne fizyczne i informatyczne problemy. W 1957 roku została dyrektorką Instytutu Informatyki Narodowej Akademii Nauk Ukrainy. Pracowała tam nad Adresowym Językiem Programowania i pisała książki na jego temat. Razem z Wiktorem Gnedeką i Władimirem Korolyukiem napisała w 1961 roku „Elementy programowania”, pierwszą sowiecką książkę o programowaniu, używaną w bloku wschodnim. Została wydana również w NRD, Węgrzech i Francji.